# Pálenica (1021 m)
Pálenica (1021 m) – szczyt w północnej części Niżnych Tatr na Słowacji. Wraz ze szczytem Demänovská hora tworzy bramę zamykająca wylot Doliny Demianowskiej; Demänovská hora wznosi się po wschodniej stronie wylotu doliny, Pálenica po zachodniej.
Pálenica stanowi zakończenie północno-wschodniego ramienia szczytu Na jame. Jest porośnięta lasem, ale na stokach opadających do Doliny Demianowskiej znajdują się jeszcze polany – pozostałości pasterskiej przeszłości. Na jej północno-zachodnich stokach, w niewielkiej dolince znajduje się ośrodek narciarski Žiarce Pavčina Lehota.

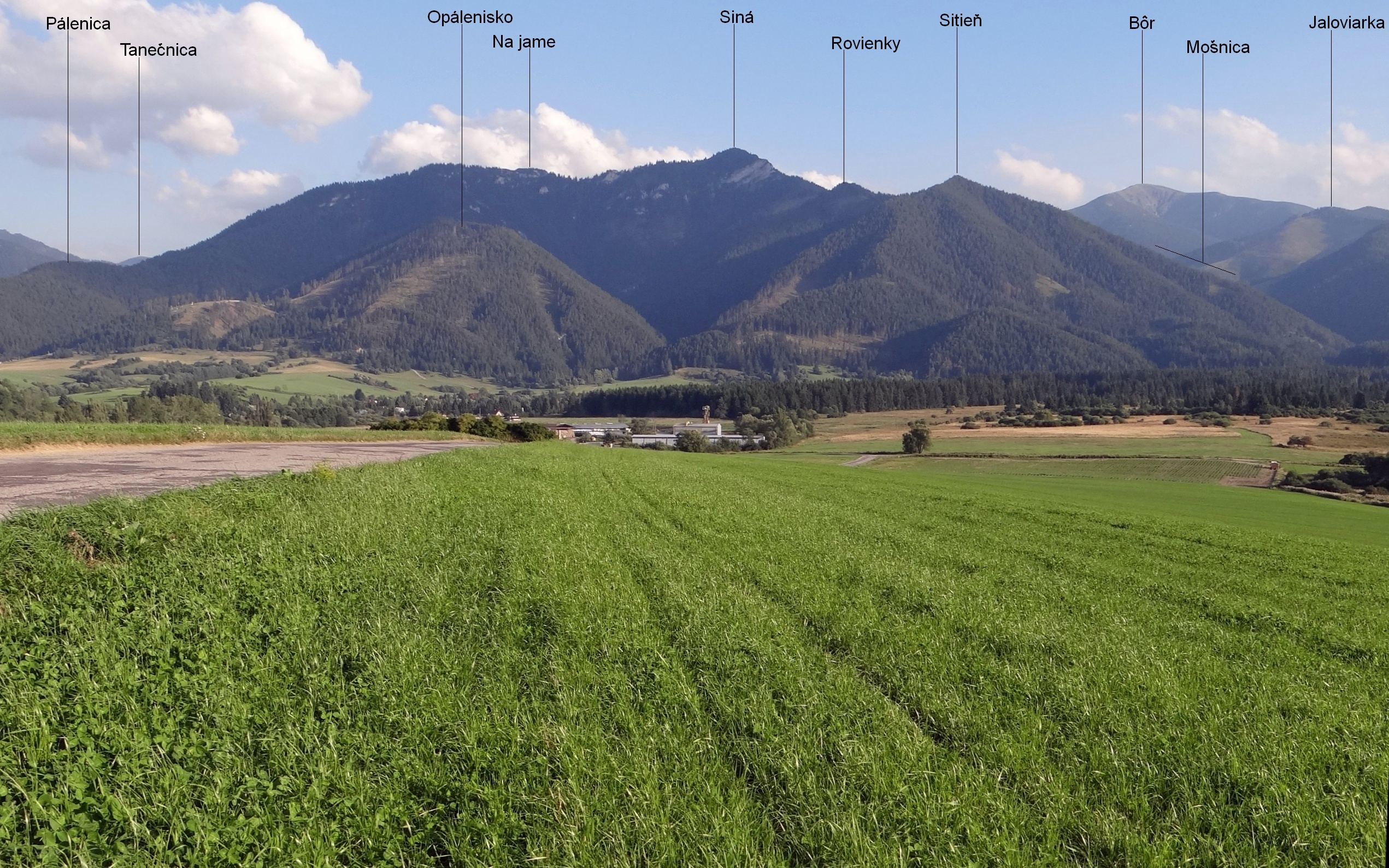
Widok z południowo-wschodniej strony